# Un giorno...
Un giorno... (Someday) è un racconto fantascientifico del 1956 scritto da Isaac Asimov. Pubblicato per la prima volta nell'agosto del 1956 sulla rivista Infinity Science Fiction, fa parte dell'antologia La Terra è abbastanza grande ed è presente anche in altre raccolte di racconti di Asimov.
Venne pubblicato in italiano per la prima volta nel 1964 col titolo Il piccolo bardo.
Il racconto fa parte della serie di racconti vagamente connessi fra loro sul supercomputer immaginario Multivac.

## Trama
La storia è ambientata in un futuro in cui i computer hanno un ruolo centrale nell'organizzazione della società (come Multivac). Gli esseri umani sono impiegati come operatori di computer, e lasciano la maggior parte del lavoro alle macchine. Infatti, mentre la programmazione binaria viene insegnata a scuola, l'obbligo della lettura e della scrittura sono diventati obsoleti.

I protagonisti del racconto sono una coppia di ragazzi che smontano e aggiornano un vecchio modello Bardo, un computer per bambini la cui unica funzione è quella di generare fiabe estrapolando parole dal suo vocabolario interno, in ordine casuale (naturalmente le frasi e le storie alla fine risultano di senso compiuto). I ragazzi caricano un libro nella memoria del Bardo in un tentativo di espandere il suo vocabolario, ma il computer già non molto avanzato non fa molti progressi dato che si limita semplicemente a cambiare i personaggi con qualcosa di più tecnologico, senza che la fiaba cambi significativamente. La storia si conclude con i ragazzi eccitati che lasciano la stanza dopo aver deciso di andare in biblioteca ad imparare i "geroglifici dei XX secolo" (che in pratica sarebbe la nostra scrittura, in disuso per colpa delle macchine) in modo da poter comunicare con bigliettini in un linguaggio comprensibile solo a loro. Quando escono, uno dei ragazzi calcia accidentalmente il Bardo così da chiudere accidentalmente un contatto al suo interno e fargli iniziare una nuova storia. Verso la fine della storia il Bardo conclude la storia con la frase: 